# Escut de Castellgalí
L'escut oficial de Castellgalí té el següent blasonament:
Escut caironat: d'atzur, un castell d'argent obert somat d'un gall d'or. Per timbre, una corona mural de poble.

## Història
Quan el castell de Castellgalí era part del patrimoni reial s'atribueixen al castlà Berenguer de Castellgalí unes armes d'atzur amb un castell d'argent fruit del seu llinatge.
La primera il·lustració que tenim d'aquest mateix escut prové del tractat d'armoria de Jaume Ramon Vila, escrit l'any 1638. El mateix apareix de nou al tractat de noblesa escrit per Pere Màrtir Ricard i Fargues entre 1834 i 1853. En aquestes versions hi trobem un castell maçonat de sable.
El gall aparegué posteriorment probablement a causa de l'antiga i errònia creença que el nom del poble significava "Castell del Gall". Probablement després d'una R.O. de l'any 1849 que manava a tots els municipis de l'estat tenir un segell propi. Amb tot sabem que en algun moment del segle XIX ja s'emprava l'escut amb tots els elements actuals. Inicialment l'escut era quadrilong però aquell mateix segle aparegué amb la forma caironada que encara té avui dia.
En un segell de 1910 ja podem trobar-hi tant el castell com el gall, així com les inicials del poble (CG).
Durant la guerra civil espanyola s'emeté paper moneda al poble on hi apareixien els elements de l'escut al damunt. Aquests bitllets daten del 1937 i tenien valors de 50 cèntims i 1 pesseta.
A finals del segle XX l'escut no tenia timbre, això va canviar durant el procés d'adaptació a la normativa. L'estil del castell també va canviar ja que abans es representava amb una sola torre.
Va ser aprovat el 31 de juliol de 2002 i publicat al DOGC el 3 d'octubre del mateix any amb el número 3732.
Armes parlants relatives al nom del poble: s'hi representen el castell de Castellgalí (segle ix), que pertanyia a la Corona, i un gall.